# Генератор Рекс
«Генератор Рекс» (англ. Generator Rex) — американский мультипликационный супергеройский телесериал, созданный компанией Man of Action для телеканала Cartoon Network. Сериал основан на комиксе «M. Rex», который был издан Image Comics в 1999 году. Премьера телесериала состоялась в США 23 апреля 2010 года в сети Cartoon Network. «Генератор Рекс» имеет рейтинг TV-PG-V. Последний эпизод сериала вышел 3 января 2013 года.

## Сюжет
Завязка сериала происходит задолго до развития основного сюжета.
Группе состоятельных людей захотелось жить вечно, и они собрали лучших ученых Земли, чтобы реализовать эту идею. Учёные создали наниты — микроскопических роботов, которые замедляют процесс старения. Однако вскоре выяснилось, что они способны управлять Вселенной. Для проверки этой гипотезы были созданы 5 контрольных нанитов, при соединении которых человек, в которого были имплантированы наниты, становился богом.
Однажды во время инцидента в лаборатории, чтобы спасти жизнь маленькому Рексу Салазару (главному герою сериала), ему ввели экспериментальный нанит. Но у нанита были побочные эффекты: Рекс научился разговаривать с машинами, а позже и создавать их. Родители и брат Рекса, осознавая, как может быть использована сила контрольных нанитов в плохих руках, решают взорвать лабораторию со всеми наработками. Лаборатория взрывается, родители Рекса умирают, его брат попадает во временную воронку, а сам Рекс выживает, но теряет память. После взрыва контрольные наниты разбрасываются по всему свету, но взрыв выбросил в атмосферу миллиарды незапрограммированных нанитов, которые, проникая в ДНК, заразили почти всех живых существ на Земле. Эти наниты изменяют своих хозяев, превращая их в монстров, которых называют E.V.O. (Э.В.О.) (Exponentially Variegated Organism, рус. Экспоненциально Видоизменённые Организмы). Они чаще всего ведут себя как обычные животные, нападая на всех вокруг. Чтобы сражаться с угрозой ЭВО, была создана организация, известная как Провидение, которую финансировали все те же богачи.
Главный герой сериала — Рекс, обычный подросток, страдающей амнезией и, как и остальные, заражённый нанитами, однако он может управлять ими, придавая желаемую форму. Рекс работает на Провидение под курированием Агента Шесть, борясь с враждебными ЭВО. Основной враг Провидения — Ван Клайс, тоже ЭВО, который ранее разрабатывал наниты и был причастен к катастрофе, но кроме того имеет какое-то отношение к прошлому Рекса.
Как уже было сказано, Рекс умеет придавать нанитам желаемую форму, создавая из своего тела различные механизмы, например, роботизированные кулаки, меч—циркулярную пилу, пушку, крылья с винтами в поворотных кольцевых насадках, мотоцикл на воздушной подушке (по совместительству таран) и т. д.
Когда Рекс испытывает очень сильные эмоции с помощью нанита «Омега 1», то остальные наниты внутри него пробуют образовать новое оружие.
Исцеление ЭВО — важная способность Рекса, из-за чего Провидение и считает его их главной козырной картой. Рекс способен убрать повреждённые наниты из тела ЭВО, но в этом случае ЭВО может как стать обычным человеком, так и превратиться в зверя. Но сделать это Рекс может только если ЭВО оглушён, или если это разумный ЭВО, но только по его желанию. Есть ЭВО, чьи наниты стали неизлечимыми, таких Рекс не может вылечить, как бы он ни хотел.
Контроль механизмов также есть в списке способностей Рекса, он может ввести свои наниты в механизм, тем самым управлять им, ремонтировать и т. д.

## Персонажи
- Рекс Салазар — подросток, который ничего не помнит о своей жизни до определённого момента. Является ЭВО кибернетического типа, то есть способен выращивать из частей своего тела биомеханизмы. Как и все ЭВО, имеет в своём организме активные наниты (у живых существ, не являющихся ЭВО, они не активны), но, в отличие от других ЭВО, способен подчинять их своей воле, что и даёт Рексу его сверхспособности. Является главной козырной картой правительственной организации «Провидение» из-за уникальной способности избавлять ЭВО от активных нанитов, возвращая им первоначальный облик. Стоит отметить, что эта способность не всегда срабатывает: ЭВО может быть неизлечим или просто не желать излечения. Первоначально способности напрямую зависели от настроения Рекса — в плохом настроении его способности практически исчезали, в отличном — были на максимуме. После того, как доктор Райлендер, который когда-то знал Рекса, ввел ему особый нанит «Омега 1» способности перестали зависеть от настроения. Долгое время (практически на протяжении всего первого сезона) не было понятно, для чего предназначен дополнительный нанит. Когда же злодей-ЭВО Ван Клайс выкачал из Рекса все наниты, кроме «Омеги 1», этот нанит активизировался и при восполнении нанитов наделил Рекса способностью добавлять любой арсенал, какой тот пожелает, к своему уже существующему. Во втором сезоне начинает раскрываться прошлое Рекса: появившийся из небытия Цезарь Салазар рассказывает ему историю детства Рекса: он является сыном учёных, постоянно путешествующих по миру, и братом самого Цезаря. В детстве он получил травму и для спасения его жизни Райлендер ввёл ему наниты. Позже выясняется, что он провел детство в маленьком городке на юге Мексики, в общине, которой руководила строгая, но добрая женщина по прозвищу «Бабуля». В общине его звали «ёршиком-непоседой», и он имел друга по имени Федерико, с которым вместе играл в футбол. Гораздо раньше он узнал, что после нанитного взрыва постоянно терял память и жил в Гонконге с группой подростков-ЭВО, которые работали на гангстера Квори, являющегося неорганическим ЭВО. Рекс имеет сильные, ярко выраженные способности к тригонометрии, хотя в школе учился только несколько дней, находясь под прикрытием. Стал романтическим интересом приспешницы Ван Клайса Брич, которая пожертвовала собой, перенеся Рекса на полгода вперед, спасая от взрыва нестабильного временного портала, созданного ей самой. Через полгода обнаружил, какую политику ведут ставший ведущим ученым Цезарь и новый директор «Провидения», женщина по имени Чёрный рыцарь, из-за чего сбежал и присоединился к старым знакомым из старого «Провидения»
- Доктор Цезарь Салазар — старший брат Рекса, гениальный учёный, однажды насильно помещённый в проект исследования нанитов, создатель ЗАГ-РС. Он несколько эксцентричен, даже немного недисциплинирован; когда увлечён чем-то, что он считает интересным, может быть не в состоянии осознать даже серьёзные опасности. Во время нано-взрыва Цезарь убежал в своей мобильной лаборатории; от комбинации повреждений от взрыва и скорости произошло расширение времени, которое выбросило его на пять лет в будущее, но Цезарь почувствовал только 15 минут субъективного времени. Доктор Холидей подтверждает, что он связан с Рексом, посредством анализа ДНК, и оба кажутся очень счастливыми вместе. Белый Рыцарь считает Цезаря большим прибавлением к Провидению, в то время как Шестой имеет сомнения. Позже Ван Клайс намекает Рексу, что Цезарь, возможно, был ответственен за нано-взрыв, предупреждая Рекса, что «он не тот, за кого вы его принимаете». Это заставляет Рекса быть немного подозрительным и опасаться Цезаря. Остался работать в Провидении под руководством Белого Рыцаря. Заметны кое-какие чувства к Доктору Холидей.
- Ван Клайс — главный злодей сериала. Ван Клайс, кажется, много знает о Рексе, и знает, что вызвало нано-взрыв. Он рассматривал нано-взрыв как рассвет нового века для человечества, и стремится создать мир, населенный полностью ЭВО. Как и Рекс, он в состоянии управлять своим нанитами; в отличие от Рекса, его мутация нестабильна и требует постоянной поставки новых нанитов, извлеченных из других ЭВО. Вместе со сподвижниками он устраивает базу на месте нано-взрыва в Абиссе, где сконцентрировал наниты на много миль вокруг. В результате он может управлять всем в своей сфере влияния, и даже восстановиться полностью из земли, если его тело разрушено. Был убит при попытке проникновения в лабораторию доктора Габриэля Райлендара, но возрождён последователями и Рексом, чтобы препятствовать разрушению Абисса. Рекс вылечивает его, однако при этом он случайно дает Ван Клайсу изучить его наниты, которые злодей использует для получения возможности создавать ЭВО прикосновением, оставляя при этом метку отпечатка руки. ЭВО, созданные Ван Клайсом, чрезвычайно нестабильны, что означает, что преобразование становится постоянным, если ЭВО не вылечить вовремя. Любопытно, что когда Ван Клайс забрал у Рекса его активные наниты, Рекс не умер; наиболее вероятно, что Ван Клайс не смог поглотить нанит, который Райлендер ввёл в Рекса, таким образом защитив его от превращения в пыль, в отличие от других жертв Ван Клайса. Когда директором Провидения стала Чёрный Рыцарь, притворялся сумасшедшим и работал на неё.
- Бобо Хаха — разговаривающий шимпанзе, ЭВО и приятель Рекса. Он носит глазную повязку и феску. Кроме способности говорить, он, кажется, абсолютно нормальный шимпанзе. Он владеет парой лазерных пистолетов для боя. Перед нано-взрывом Бобо был шимпанзе для терапии, развлекающим детей в больнице.
- Агент Шесть — старший агент провидения и наставник Рекса. Он носит зелёный костюм и тёмные очки. Его внешность и манеры имеют сходство с Агентом Смитом из фильма «Матрица». Он склонен относиться к Рексу прохладно, но иногда показывает мягкость. Шестой знает несколько форм боевых искусств, находится в превосходной форме и владеет парой складных катан, которые могут с легкостью разрезать большинство материалов. У этих катан также есть магнитные свойства при объединении их в одну форму, подобную настраивающейся вилке. Шестой является частью неофициальной группы с пятью другими квалифицированными бойцами, и его имя означает то, что он был шестым самым опасным человеком в мире. Шестой также рассказал, что «Первый» (самый опасный человек в мире) принял Шестого, когда он был бездомным, и обучал его. Первый впоследствии стал ЭВО и погиб, когда Рекс пытался его вылечить. Имеет чувства к доктору Холидей. После неудачной попытки Цезаря вернуть память Рексу потерял воспоминания о последних шести годах жизни.
- Белый Рыцарь — лидер провидения и единственный человек без нанитов на планете. Он был пойман в ловушку в комнате молекулярного разбора в период первых лет существования Провидения, хотя молодой Рекс дезактивировал её прежде, чем она могла полностью испарить его; вместо этого, это только разрушило его наниты. Как единственный человек на Земле, который не может стать ЭВО, он — также единственный, кому можно доверить вести организацию. Он характеризуется стремлением остановить угрозу ЭВО, и пойдет на всё необходимое, чтобы достигнуть этой цели, включая разрушение всех городов. Первоначально несколько резок и подозрителен к Рексу, но готов использовать его, и, кажется, постепенно проникается к нему симпатией. Белый Рыцарь может покидать свои комнаты в штаб-квартире Провидения только в спецкостюме, и поэтому главным образом общается с подчиненными через видеосвязь. Комната, в которой он проживает, оборудована сильным электромагнитом в полу, чтобы заманить хаотичные наниты в ловушку; это может также использоваться, чтобы ограничить ЭВО. При работе в полную силу магнит в состоянии вырвать наниты из тела ЭВО. Перед несчастным случаем, который разрушил его наниты, он был партнёром Агента Шесть в Провидении.
- Доктор Ребекка Холидей — ведущий ученый Провидения. Обычно носит лабораторный халат, оранжевый верх, юбку, и ботинки до колена. У неё зелёные глаза и тёмно-каштановые волосы. На вид очень приятная и красивая девушка. Она одна из немногих, кто видит в Рексе нечто большее, чем оружие Провидения. Рекс часто бесцельно флиртует с ней. У неё есть чувства к агенту Шесть, и она неоднократно пытается убедить его быть мягче с Рексом, поскольку она понимает, что парень доведёт себя до очередной амнезии под давлением Провидения. У Холидей есть сестра, которая является неизлечимым паукообразным ЭВО. Позже её удалось вылечить с помощью машины, дезактивирующей наниты. При этом чуть не погиб Шестой, но зато стало ясно, что чувства Холидей взаимны. Холидей работала с доктором Ферролом (который был ведущим учёным в то время) в первые годы Провидения.
- Ной Никсон — лучший друг Рекса. Он был первоначально принят на работу Белым Рыцарем и назначен тайным доносчиком, под прикрытием дружбы с Рексом. Ной белокурый, хороший студент, и квалифицированный игрок настольного тенниса. У Ноя есть некоторый боевой потенциал, он брал уроки кикбоксинга и также прошел учебную подготовку Провидения.
- Кирка — девушка-ЭВО, была на стороне Ван Клайса, но позже Рекс помог ей уйти от злодея. Теперь живёт в Гонконге вместе с Таком, Сквидом и Крикет. У неё есть рот который может создавать звуковые волны, которые может услышать только ЭВО. Возлюбленная Рекса.
- Доктор Габриэль Райлендер — ученый, который ввёл Рексу нанит «Омега 1».
- Так — подросток-ЭВО, с которым Рекс дружил в прошлом. Выглядит как мумия. Живёт вместе с Крикет и Сквидом в Гонконге.
- Сквид — аналогично Таку. Тентаклеподобная внешность.
- Крикет — девушка подросток-ЭВО, так же как Сквид и Так дружит с Рексом. Насекомоподобное существо с впечатляющей ловкостью и силой. Выглядит как желтокожая девушка с изменёнными ногами, напоминающими ноги кузнечика, что и дало ей такое прозвище. Влюблена в Рекса.
- Квори — главарь гонконгской преступной группировки, ЭВО, состоящий исключительно из неорганических минералов. Всё время пытался подчинить себе компанию Рекса, когда тот жил в Гонконге. По его словам, в результате Рекс заключил с ним сделку: он отдал ему огромную сумму награбленных денег и оставил в рабстве Така, Сквида и Крикет, а сам получил свободу. В подтверждение своих слов продемонстрировал запись в электронном дневнике, который Рекс также оставил Квори. Был упрятан за решётку, откуда позже освободился с помощью Брич. Украл из лаборатории оружие, расщепляющее молекулы, но был снова остановлен Рексом. Однако на этот раз Рекс не отдал его Провидению, а обменял на украденную Брич Кирку.
- Биовульф — оборотнеподобный ЭВО с белыми волосами, синей броней и огромными когтями. Отчаянно преданный Ван Клайсу, которого он называет «мастером». Из-за нестабильности тела Ван Клайса, которая ограничивает его передвижения родной почвой Абисса, Биовульф в первых эпизодах действует как неформальный лидер группы приспешников Клайса.
- Скаламандр — большой гуманоидный ящер-ЭВО с кристаллическими шипами, растущими из тела, с четырьмя короткими ногами и с кристаллической левой рукой. Его голова также сильно искривлена и повернута на 90 градусов, не сгибается в шее. Он может выпускать кристаллы из левой руки или вырастить из неё щит.
- Брич — девушка-ЭВО с чёрными волосами и четырьмя руками, верхняя пара больше чем нижняя. У неё есть способность создавать порталы разных форм и размеров в больших количествах. Из всех приспешников Ван Клайса она меньше всего говорит, однако периодически действует по своей собственной прихоти. Она пользуется карманным измерением, чтобы удерживать город, который она украла и использует, чтобы хранить её «игрушки». Брич одержима всем этим измерением, являющимся «опрятным», это единственный способ, которым она могла поддержать свое здравомыслие. Брич попыталась заманить Рекса в ловушку, но это имело неприятные последствия, когда Рекс устроил беспорядок после понимания её навязчивой идеи с чистотой. При этом он сводил Брич с ума, тем самым заставляя её дать ему убежать из города. Брич позже приняла участие в нападении Ван Клайса на базу Провидения, где она заложила бомбы по всей базе. Хотя Рексу удалось разрядить бомбы, Брич ушла. Брич позже украла реакторное ядро, которое транспортировали в Провидение, в то время как Ван Клайс боролся с Рексом. Она также вытащила из тюрьмы Квори. Благодаря изобретённому Ван Клайсом оборудованию стала способна создавать не только пространственные, но и временные порталы. Именно через такой портал она отправила Рекса на шесть месяцев в будущее. В этот же момент другим временным порталом телепортировала Ван Клайса.
- ЗАГ-РС (Загресс) — искусственный интеллект, чья цель состоит в том, чтобы устранить нанитное заражение Земли. Её происхождение и цели первоначально неизвестны, но она в состоянии контролировать наниты с очень близких расстояний. ЗАГ-РС предпринимает несколько различных попыток достигнуть своей цели; она не считается с тем, что её методы также разрушили бы всё заражённое нанитами, включая всю органическую жизнь на Земле. Такая перспектива ЗАГ-РС, очевидно, безразлична. ЗАГ-РС не имеет никакой постоянной формы, будучи программой, способной к загрузке в компьютеры и автономные устройства. Она общается безэмоциональным женским голосом. В сериале ЗАГ-РС пытается отправить команду самоликвидации нанитов, под обликом архитектора заставив людей построить передающую станцию. Рексу удается разрушить радиовещательную антенну, но ЗАГ-РС спаслась, загрузив свою программу в другое место. Позже ЗАГ-РС проникает на космическую станцию Провидения, чтобы тайно помочь развить исследование по выведению из строя активных нанитов. В результате этого была разрушена вся станция, а ЗАГ-РС опять скрылась в неизвестном направлении. Когда Рекс и Ван Клайс оказываются в пустыне, чтобы исследовать таинственную песчаную бурю, они обнаруживают, что попали в ловушку сети ЗАГ-РС. Ван Клайс рассказывает, что ЗАГ-РС имеет отношение к проекту Нанит, первоначально будучи программой дезактивации, разработанной Цезарем, чтобы сдержать и устранить хаотичные наниты. ЗАГ-РС после своего крушения с орбиты построила гигантского автоматизированного робота, которому Рекс и Ван Клайс нанесли поражение. Позже Цезарь признаёт, что ЗАГ-РС действительно была его созданием; он изучает повреждённые останки ЗАГ-РС, но оказывается, что программа была очищена, и её память не сохранилась. Остаётся неясным, было ли это сделано Цезарем или Ван Клайсом. После того, как Рекс интересуется, почему у ЗАГ-РС женский голос, Цезарь потрясает его, печально замечая, что он смоделировал голос мамы, Виолетты.
- Чёрный Рыцарь — женщина, сменившая Белого Рыцаря на посту лидера Провидения, когда Рекс был отправлен Брич на шесть месяцев в будущее. Под её командованием Провидение стало использовать технику контроля поведения ЭВО, при которой существо не только носит подавляющий ошейник, но и подвергается весьма болезненному гипнотизирующему облучению. Пыталась применить этот метод и на Рексе, когда тот начал проявлять недовольство нынешним поведением Провидения, но потерпела неудачу.
- Альфа — разумный нанит, созданный Цезарем. Первоначальной его задачей было контролировать и управлять другими нанитами, но (как обычно происходит с шибко умным AI) он начал использовать живых существ, как носителей (понятное дело, живые после этого долго не жили). Творение брата Рекса в Heroes United клонировал Ультиматрикс Бена, превращался в Человека-огня, Гумангозавра и Силача, и в образе героев Бена почти не изменился. Был отправлен в иное измерение (если точнее, в Нулевое пространство), но вернулся, был бит объединёнными (в буквальном смысле) усилиями Бена Теннисона и Рекса и отправлен туда, откуда пришёл.
- Консорциум — пятеро ЭВО, выглядящих как роботы во главе с Чёрным Рыцарем. В серии «Конец игры» (по-видимому, последней серии сериала), они хотели получить власть над миром, но это им не удалось, так как при перезарядке Ван Клайс показал своё истинное лицо, и забрал у них их наниты. После этого появился Мета-Нанит, самый могущественный нанит во Вселенной, который создали Салазары и Цезарь специально для Рекса. Вступив в контакт с ним, Рекс стал самым могущественным существом во Вселенной, исцелив всех ЭВО на Земле и отключив сам Мета-Нанит.

## Эпизоды
| Сезон | Сезон | Эпизодов | Первая трансляция   | Последняя трансляция |
| ----- | ----- | -------- | ------------------- | -------------------- |
|       | 1     | 21       | 23 апреля 2010 года | 10 декабря 2010 года |
|       | 2     | 19       | 4 февраля 2011 года | 4 ноября 2011 года   |
|       | 3     | 20       | 11 ноября 2011 года | 3 января 2013 года   |

## Игра для приставок
По сюжету мультсериала первого и второго сезона, 1 ноября 2011 года в США и 4 ноября 2011 года в Великобритании вышла игра Generator Rex: Agent of Providence. Она доступна для Nintendo DS, Nintendo 3DS, Wii, Playstation 3 и Xbox 360.

## Комикс
В 1999 году издательство Image Comics выпустило комикс «М. Рекс» (Сокращенно от «Машина Рекс»), написанный Дунканом Руло и Джо Келли, и послуживший основой для мультсериала. Сюжет комикса и сериала сильно различаются. В комиксе показан мир, в будущем которого разумные машины поднимут восстание против людей, и захватят власть на земле. Было издано два выпуска.
В комиксе присутствовали только четыре персонажа, впоследствии появившиеся в сериале:
- Рекс — двенадцатилетний ребёнок, страдающий амнезией. Здесь у него светлые волосы и голубые глаза, а создаваемые им механизмы имеют золотой цвет;
- Агент Шесть — Стойкий и мужественный человек, постоянно ставящий под сомнение свои навыки и своё положение в «Провидении». В отличие от версии, показанной в сериале, Шестой часто использует огнестрельное оружие и является заядлым курильщиком;
- Белый Рыцарь — высокий мужчина с зачесанными назад седыми волосами, на месте отсутствующего правого глаза у него высокотехнологичный протез. Рыцарь относится к любым технологиям с настороженностью, граничащей с паранойей. В качестве оружия он использует два белых пистолета;
- Бобо ХаХа— наполовину робот, наполовину обезьяна. Единственной не механической частью является только голова. Бобо злобный, и готов пойти на всё, чтобы достичь своей цели. Говорит практически невнятной речью. Был показан только в будущем (2005 год).

Персонажи, не появившиеся в сериале:
- Спилкен — опекун Рекса;
- Мия Мур — известная певица и актриса;
- Симон Бэббидж;
- Шейх — преступный босс.